# سياسة الفضاء تحت إدارة دونالد ترامب
تتكون سياسة الفضاء لإدارة دونالد ترمب، (اعتبارًا من ديسمبر 2020)، من ستة توجيهات لسياسة الفضاء و"استراتيجية الفضاء الوطنية" المعلنة (تم إقرارها في 28 مارس 2018)، والتي تمثل تحولًا عن أولويات وأهداف سياسة سلفه باراك أوباما. صدرت سياسة الفضاء الوطنية في 9 ديسمبر 2020.

## التاريخ

### 2017: توجيه سياسة الفضاء-1
في 11 ديسمبر 2017، أصدر الرئيس دونالد ترمب مذكرة رئاسية تُعرف أيضًا باسم "توجيه السياسة الفضائية رقم 1" (بالإنجليزية: Space Policy Directive-1). عدل هذا التوجيه "توجيه السياسة الرئاسية-4" لباراك أوباما، من خلال استبدال الفقرة التي تبدأ بـ "تحديد معالم الاستكشاف بعيدة المدى..." بالفقرة "قيادة برنامج استكشاف مبتكر ومستدام مع شركاء تجاريين ودوليين لتمكين التوسع البشري عبر النظام الشمسي والرجوع إلى الأرض بالمعلومات والفرص الجديدة. بدءًا من المهام خارج المدار الأرضي المنخفض، ستقود الولايات المتحدة عودة البشر إلى القمر للاستكشاف طويل الأمد والانتفاع، يلي ذلك مهام بشرية إلى المريخ ووجهات أخرى".

### 2018: توجيه سياسة الفضاء-2
في 24 مايو 2018، أصدر دونالد ترمب توجيه السياسة الفضائية رقم 2، "تبسيط اللوائح الخاصة بالاستخدام التجاري للفضاء"، والذي يبدأ بـ "القسم 1. السياسة. إن سياسة السلطة التنفيذية هي أن تكون حكيمة ومسؤولة عند إنفاق أموال دافعي الضرائب، وأن تدرك كيف تؤثر إجراءات الحكومة، بما في ذلك اللوائح الفيدرالية، على الموارد الخاصة. لذلك من المهم أن تعمل اللوائح التي تتبناها السلطة التنفيذية وتنفذها على تعزيز النمو الاقتصادي؛ وتقليل عدم اليقين بالنسبة لدافعي الضرائب والمستثمرين والصناعة الخاصة؛ وحماية الأمن القومي والسلامة العامة ومصالح السياسة الخارجية؛ وتشجيع القيادة الأمريكية في التجارة الفضائية".
وتوجّه الأقسام اللاحقة التغييرات إلى السياسة الحالية على النحو التالي:
- يتطلب القسم 2 من وزارة النقل مراجعة إجراءات الترخيص واللوائح الخاصة بإطلاق وإعادة دخول المركبات الفضائية التجارية بحلول الأول من فبراير 2019 و"إلغاء أو مراجعة تلك اللوائح، أو نشر قواعد مقترحة لإلغائها أو مراجعتها" لإشعارها والتعليق عليها. كما يوجه وزير النقل إلى النظر في ترخيص شامل واحد للرحلات الفضائية التجارية، والنظر في "استبدال المتطلبات الإلزامية في عملية ترخيص إطلاق وإعادة دخول الرحلات الفضائية التجارية بمعايير تعتمد على الأداء"، بالتنسيق مع المجلس الوطني للفضاء.
- وفي القسم 2(ج)، يُوجَّه وزير الدفاع ومدير وكالة ناسا أيضًا بفحص المتطلبات التنظيمية لعمليات إطلاق الرحلات الفضائية التجارية وإعادة الدخول من نطاقات الحكومة الفيدرالية و"تقليص تلك المتطلبات، باستثناء تلك الضرورية لحماية السلامة العامة والأمن الوطني"، لمساعدة وزير النقل في تنفيذ التوجيه. وفي القسم 2(ج)، يُوجَّه وزير التجارة بإلغاء أو مراجعة اللوائح المتعلقة بأقمار الاستشعار عن بعد التي قد تعوق أهداف القسم 1، والتنسيق مع المسؤولين المذكورين أعلاه بالإضافة إلى وزير الخارجية، وحسب الاقتضاء، رئيس هيئة الاتصالات الفيدرالية.

### 2018: توجيه سياسة الفضاء-3
في 18 يونيو 2018، أصدر دونالد ترمب التوجيه رقم 3 للسياسة الفضائية، "سياسة إدارة حركة المرور الفضائية الوطنية". ينقل القسم 6 المسؤوليات الفعلية الناتجة عن التوجيهات في الأقسام السابقة، ويوجه أعضاء المجلس الوطني للفضاء لوضع الخطط، ويوجه مدير الإدارة الوطنية للملاحة الجوية والفضاء (مدير ناسا)، ووزراء الخارجية والدفاع والتجارة والنقل، ومدير الاستخبارات الوطنية، ورئيس لجنة الاتصالات الفيدرالية (FCC) لتنفيذ الوعي الفضائي (SSA)، وإدارة حركة المرور الفضائية (STM)، وتطوير البحوث العلمية والتكنولوجية المناسبة لدعم التوسع والتشغيل البيني (دوليًا وبين مختلف الأطراف محليًا) لأنظمة الوعي الفضائي والفضاء (SSA) وإدارة حركة المرور الفضائية (STM). إن الحفاظ على بيئة الفضاء من أجل عمليات آمنة هو في مصلحة كل دولة، لذا فإن السياسة تقود في اتجاه التعاون في تجنب الاصطدام، والتخفيف من الحطام المداري، وما إلى ذلك. [بحاجة لمصدر] وهذا يكرر المخاوف التي أثيرت في سياسة الفضاء الوطنية لعام 2010، لكنه يتوسع مع التوجيهات لمختلف الوكالات التي هي من أصحاب المصلحة، ويشمل المجلس الوطني للفضاء الذي أعيد تشكيله مؤخرًا.

### 2018: توجيه سياسة الفضاء-4 والقوات الفضائية
في 23 أكتوبر/تشرين الأول 2018، أصدر البيت الأبيض بيانًا صحفيًا يوضح بالتفصيل التوصيات التي سيتم تناولها في توجيه السياسة الفضائية رقم 4. وتتركز هذه القرارات حول تشكيل قوة فضائية، وتتبع المبادئ التوجيهية التي حددها دونالد ترمب في 18 يونيو 2018 لوزارة الدفاع للبدء فورًا في العملية اللازمة لإنشاء قوة الفضاء كفرع عسكري منفصل.
والتوصيات الستة هي:
1. تشكيل قيادة فضائية للولايات المتحدة للسيطرة على قواتنا الفضائية وتطوير التكتيكات والتقنيات والإجراءات الخاصة بالعمليات الفضائية العسكرية.
2. تأسيس قوة الفضاء كفرع منفصل ومتميز من الجيش تكون مهمته تنظيم وتدريب وتجهيز قوات الفضاء القتالية.

1. دعوة الكونجرس إلى تفويض إنشاء قوة فضائية وتوفير التمويل لقيادة الفضاء للولايات المتحدة.

1. إطلاق مراجعة مشتركة من قبل المجلس الوطني للفضاء ومجلس الأمن القومي للسلطات التشغيلية الفضائية الحالية لتحقيق أهداف الأمن القومي، بناءً على تقييم وزارة الدفاع للسلطات المطلوبة.

1. إنشاء وكالة تطوير الفضاء لضمان حصول الأميركيين في قوة الفضاء على قدرات قتالية متطورة.

1. إنشاء آليات تعاونية مع مجتمع الاستخبارات لتحسين وحدة الجهود من أجل تطوير القدرات والعمليات الفضائية.

خلال خطاب حالة الاتحاد لعام 2019، قال دونالد ترمب: "هذا العام، سيعود رواد الفضاء الأمريكيون إلى الفضاء في الصواريخ الأمريكية" في إشارة إلى مركبة سبيس إكس كرو دراغون، التي تم إطلاقها في 30 مايو 2020، لتكون أول رحلة فضائية مأهولة يتم إطلاقها من الولايات المتحدة منذ عام 2011.

### 2020: توجيه سياسة الفضاء-5
في سبتمبر 2020، أصدر البيت الأبيض التوجيه الخامس لسياسة الفضاء، مبادئ الأمن السيبراني لأنظمة الفضاء. أسس التوجيه مبادئ الأمن السيبراني لتوجيه وتشكيل الأساس للنهج الأمريكي في الحماية السيبرانية لأنظمة الفضاء التابعة للحكومة الأمريكية وأنظمة الفضاء الخاصة.

### 2020: الأمر التنفيذي رقم 13959
في نوفمبر 2020، أصدر الرئيس الأمريكي دونالد ترمب أمرًا تنفيذيًا يحظر على الشركات والأفراد الأمريكيين امتلاك أسهم في الشركات التي أدرجتها وزارة الدفاع الأمريكية على أنها مرتبطة بجيش التحرير الشعبي الصيني، والذي يشمل صناعة الطيران والفضاء في الصين.

### 2020: سياسة الفضاء الوطنية
في 9 ديسمبر 2020، أصدر البيت الأبيض سياسة الفضاء الوطنية. وتدعو هذه السياسة إلى توسيع القيادة الأميركية في مجال الفضاء، والسماح بالوصول غير المقيد إلى الفضاء، وتشجيع نمو القطاع الخاص، وتوسيع التعاون الدولي، وإنشاء وجود بشري على القمر مع إرسال مهمة بشرية في نهاية المطاف إلى المريخ.

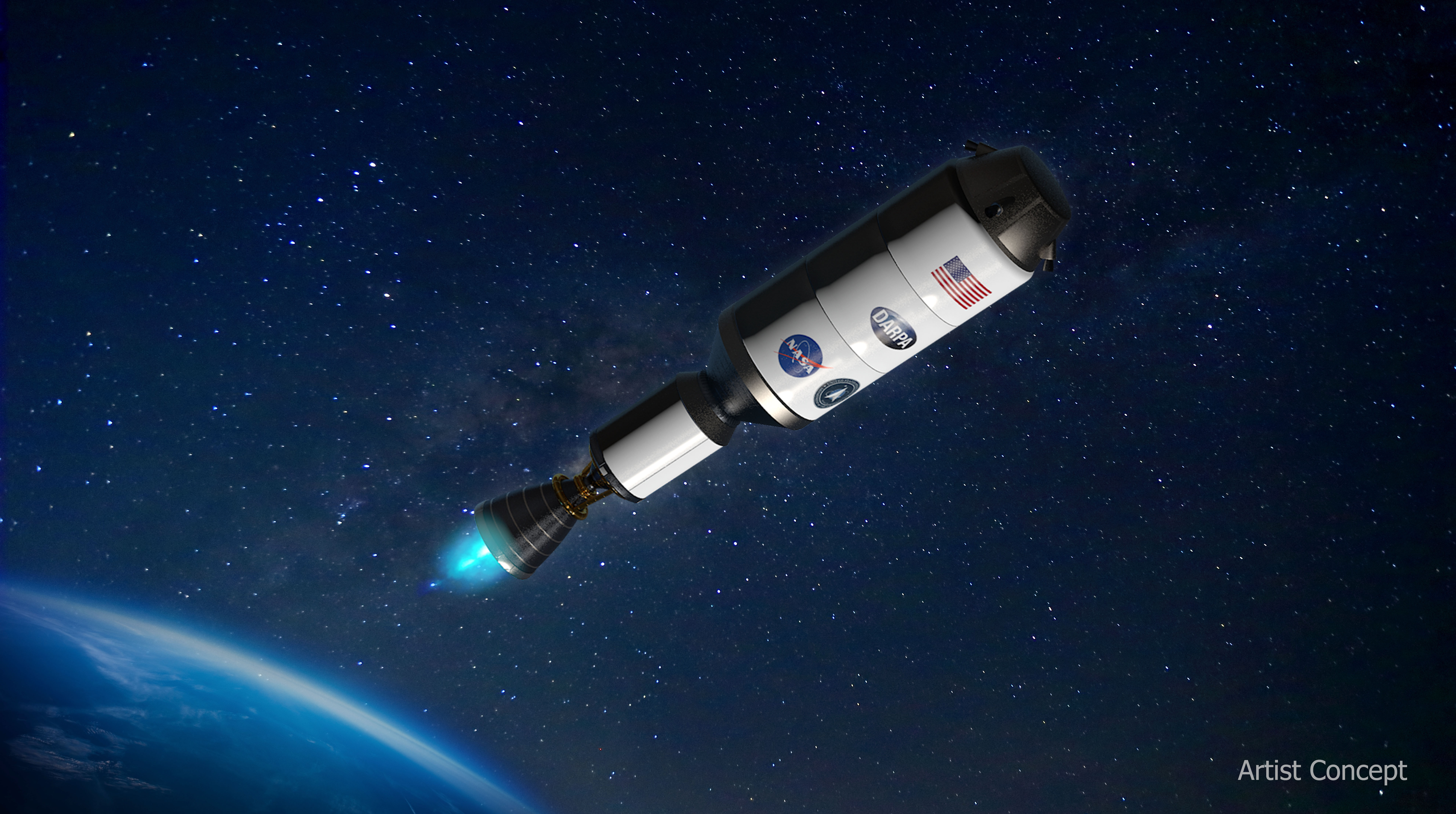
صورة تمثيلية للصاروخ التجريبي للعمليات القمرية (DRACO).

### 2020: توجيه سياسة الفضاء-6
في 16 ديسمبر 2020، أصدر البيت الأبيض التوجيه رقم 6 لسياسة الفضاء، الاستراتيجية الوطنية للطاقة النووية الفضائية والدسر. وقد وضعت استراتيجية وطنية للتنمية والاستخدام المسؤول والفعال للطاقة النووية الفضائية وأنظمة الدسر. أحد المشاريع المبكرة التي تم تطويرها من هذا التوجيه هو الصاروخ التجريبي للعمليات القمرية (بالإنجليزية: Demonstration Rocket for Agile Cislunar Operations) (DRACO).